# Дерсу Узала
Дерсу́ Узала́ (ок. 1849 года — 13 [26] марта 1908 года) — коренной житель Уссурийского края, охотник, проводник и участник экспедиций В. К. Арсеньева 1906 и 1907 гг. Выступает главным действующим лицом в повестях В. К. Арсеньева «По Уссурийскому краю» и «Дерсу Узала». Российский вариант «последнего из могикан», Дерсу был, вероятно, последним человеком из вымершего/уничтоженного нанайского племени Узала (Оджал).

## Биография
Дерсу Узала родился в Уссурийском крае, точная дата его рождения неизвестна. Потерял семью в результате эпидемии оспы. Кочевал в долине реки Уссури, занимаясь промысловой охотой на пушного зверя.
С 1906 года участвовал в качестве проводника в экспедициях под руководством известного русского путешественника, писателя, исследователя Уссурийского края Владимира Клавдиевича Арсеньева.
Погиб 13 марта 1908 года в районе железнодорожной станции Корфовская в результате разбойного нападения.

## Персонаж книг Арсеньева
Согласно книгам Владимира Клавдиевича Арсеньева, автор и «лесной человек» Дерсу с 1902 по 1908 год прошли вместе многие километры Уссурийской тайги и стали большими друзьями. После окончания экспедиции 1907 года Арсеньев пригласил полуслепого Дерсу жить в его доме в Хабаровске. Дерсу переехал в Хабаровск, но жизнью в городе тяготился. Ему было «душно» в четырёх стенах. Весной 1908 года он распростился со своим добрым другом «капитаном» и двинулся пешком из Приамурья в Приморский край, на свою родину, к истокам реки Уссури.
Дерсу Узала нашли убитым близ станции Корфовская, недалеко от Хабаровска. Сумерки застали его в пути; Дерсу развёл костёр у самой дороги, чтобы скоротать холодную весеннюю ночь. Ценностей у Дерсу не было, однако грабители завладели его винтовкой, которая была весьма ценной вещью для таёжных жителей. По информации Арсеньева, Дерсу был убит 13 марта 1908 года каторжником Козловым в районе перевала Хехцир, вблизи гранитного карьера.
Ныне в поселке Корфовский, недалеко от места гибели Дерсу, в память о нём установлена гранитная глыба, вокруг неё посажены сосны.

## Прототип

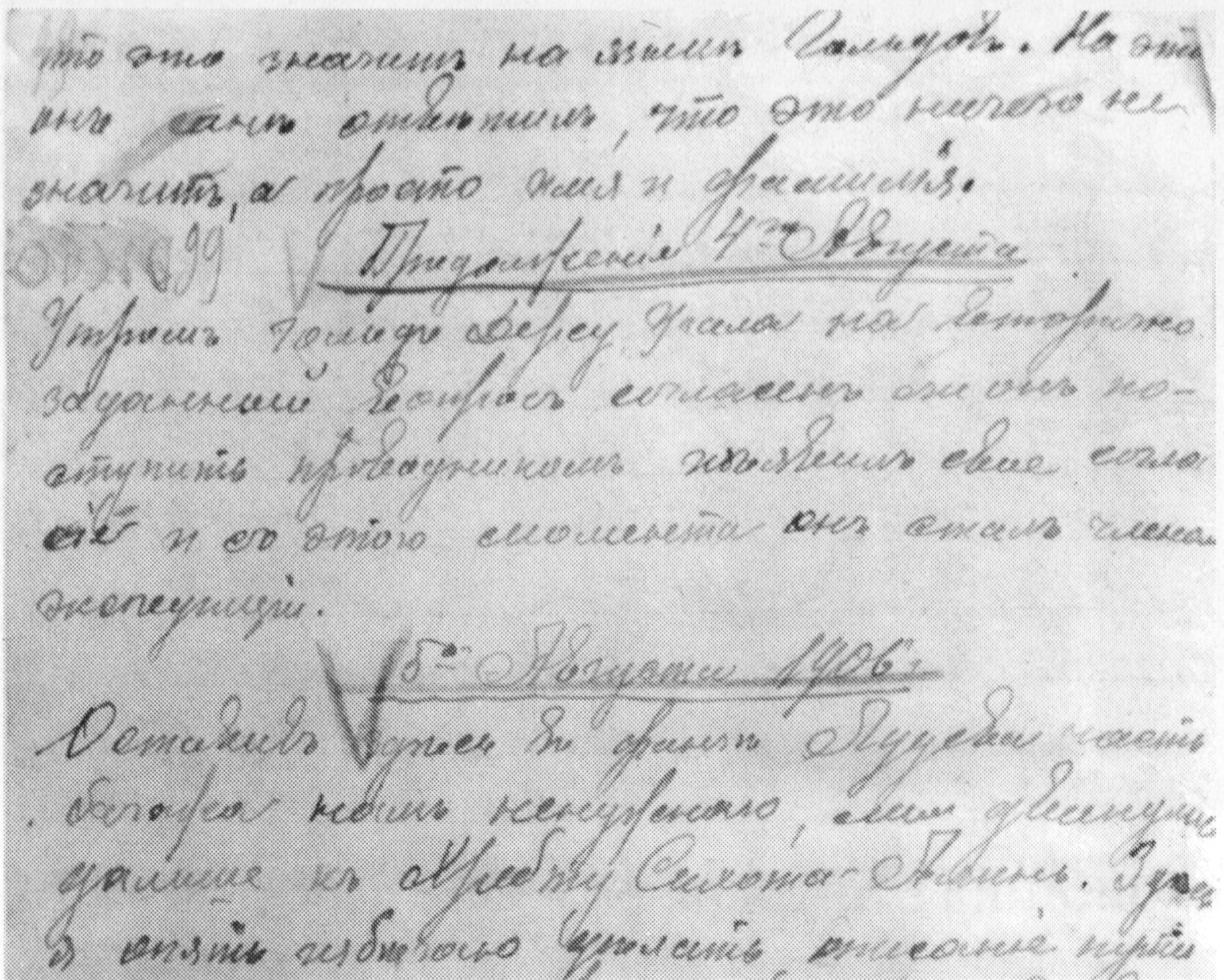
Страница путевого дневника В. К. Арсеньева от 4 (17) августа 1906 г. с записью о согласии Дерсу Узала стать проводником.

Хотя Дерсу Узала — реально существовавший человек, упомянутый в дневниках Арсеньева, однако в силу частичной беллетризации книг «По Уссурийскому краю» и «Дерсу Узала», — образ Дерсу несколько изменён. Его настоящее имя — Дэрчу́ Оджа́л (Дэрчу из рода Оджал). Это подтверждается примечанием В. К. Арсеньева к предисловию в первом издании книги «По Уссурийскому краю» и словами Анны Константиновны, первой жены Арсеньева.
На основании сохранившихся экспедиционных дневников Арсеньева считается, что он познакомился с Дерсу лишь в 1906 году, встреча произошла 3 августа у реки Тадуши. Но в книге Арсеньев описывает свою первую встречу в 1902 году у реки Лефу, в то время как встреча на реке, которую В. К. Арсеньев называет Тадушу, оказывается второй. Возможно, что Арсеньев приписал ему некоторые черты и поступки других проводников, с которыми раньше ходил по тайге. Однако страница дневника с записями о происшествии на озере Ханка в 1902 году, когда Дерсу спас В. К. Арсеньева, сохранилась, на ней есть неоднократное упоминание именно Дерсу.

### Национальность
Традиционно Дерсу Узала считался нанайцем. Так, известный охотовед и автор многих книг С. П. Кучеренко встретил в селе Красный Яр (на реке Бикин) своего старого знакомого, нанайца по происхождению, проводника и жителя тех мест Федора Узу. На что тот, в одной из многочисленных бесед, сказал с гордостью: «Дерсу — наш человек, из нашего рода. Правильно его фамилия Уза, не Узала».
Однако Всеволод Сысоев (директор Хабаровского краеведческого музея, декан географического факультета Хабаровского педагогического института) считал его удэгейцем. Беседу с Сысоевым о национальности Дерсу Узала записала Юлия Шестакова в очерке «Дада», который вошёл в книгу «Люди-звёзды»:

Почему Дерсу называют нанайцем? Да прежде всего потому, что сам он представился Арсеньеву как гольд, то есть нанаец, а не ороч и не удэ.
— Всеволод Сысоев
Учёный-краевед мотивировал своё предположение следующим:
- Арсеньев встречает Дерсу в землях приморских удэ;
- Дерсу одевается в одежду удэгейцев — штаны и куртку из оленьей кожи, обут в унты;
- Дерсу с семьёй жил в тайге, зимой — в юрте из жердей, крытых корьём, летом — в берестяном балагане, как и кочевники-удэгейцы; гольды (нанайцы) не кочевали;
- По словам Сысоева, чёрная оспа свирепствовала большей частью среди удэгейцев, они вымирали целыми стойбищами, нанайцы же болели оспой редко;
- Дерсу — охотник, а не рыбак, он хорошо знает тайгу, все горные речки и ключи, помнит каждую сопку;
- Дерсу учит Арсеньева удэгейскому языку, а не нанайскому;
- «Только среди приморских удэ встречались в то время люди, у которых были русые волосы, зеленоватые глаза…»
- «Вспомните, как он уходит из Хабаровска. Не на Амур ведь уходит, а от него, от Амура. Настоящий гольд так не должен был поступить. Тем более, что перед смертью человека обычно тянет к родным местам».

## Дерсу Узала в литературе и в кино

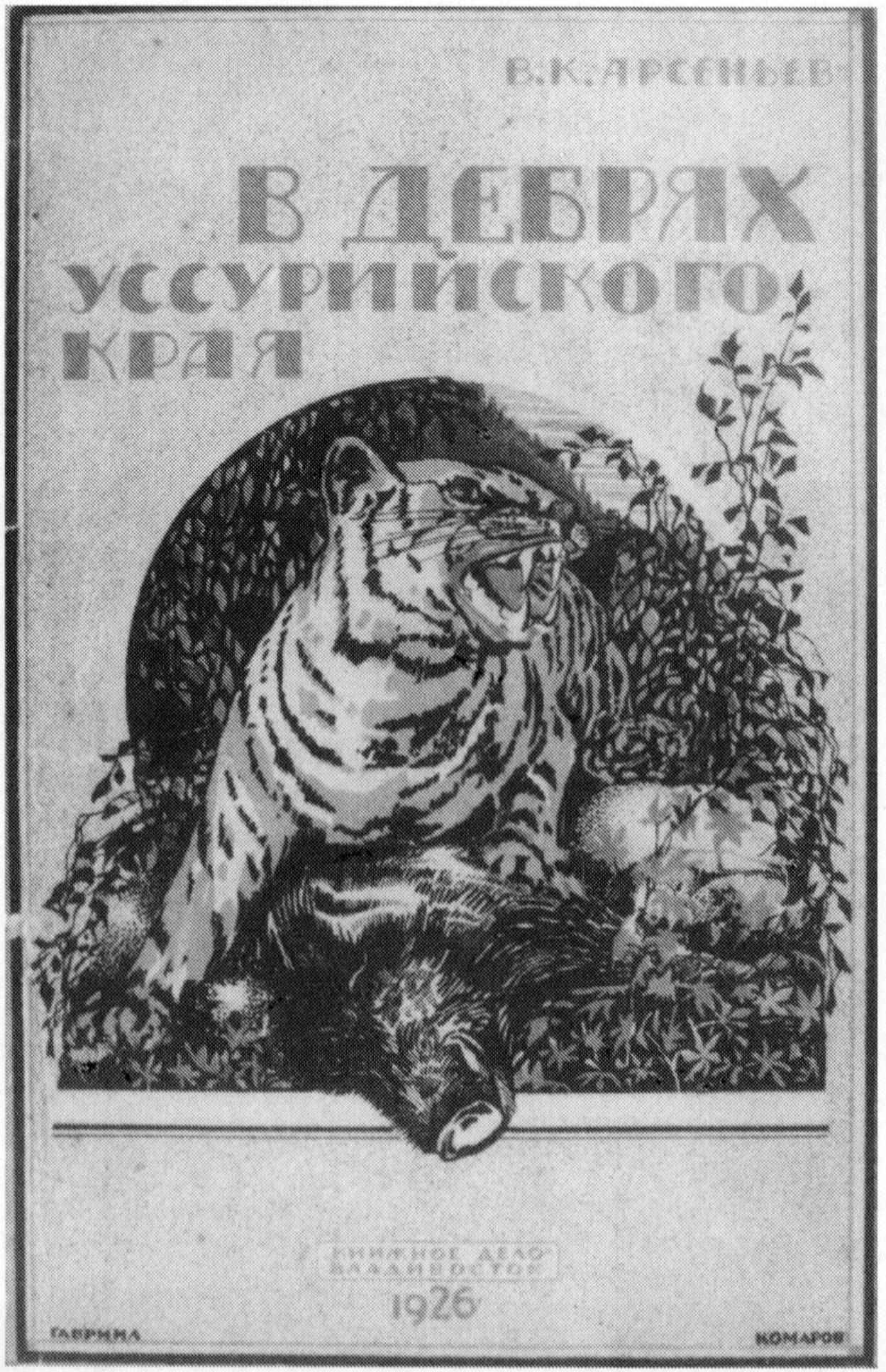
Обложка первого издания книги «В дебрях Уссурийского края» — наиболее известной из тех, героем которых является Дерсу Узала. Оригинал был цветным.

- Романы В. К. Арсеньева: «По Уссурийскому краю» (1921), «Дерсу Узала» (1923). Кроме первых изданий, в советское время издавались в сильном сокращении (примерно в два раза) и с многочисленными правками цензуры[8]. Книга «В дебрях Уссурийского края», получившая известность в зарубежной Европе, также создана путём значительного сокращения и незначительного дополнения текста повестей «По Уссурийскому краю» и «Дерсу Узала».
- «Дерсу Узала» (1961): режиссёр Агаси Бабаян, в роли Дерсу Касым Джакибаев.
- «Дерсу Узала» (1975): режиссёр Акира Куросава, в роли Дерсу Максим Мунзук. Фильм получил премию «Оскар» за лучший иностранный фильм (1976).
- «Владимир Арсеньев. Капитан тайги» (2011): документальный фильм «Издательского дома „Комсомольская правда“» при поддержке Русского географического общества, режиссёр Александр Свешников, в роли Дерсу Рамиль Фарзутдинов.

В 2007 году издательство «Краски» выпустило в свет первое полное несокращённое собрание сочинений В. К. Арсеньева по текстам дореволюционных прижизненных книг автора. Одновременно издательство «Альманах „Рубеж“» начало выпуск собрания сочинений В. К. Арсеньева в шести томах, где (независимо от издательства «Краски») восстановлены полные тексты книг Арсеньева, в том числе по неопубликованным рукописям. Все вышедшие до этого труды Арсеньева были сильно сокращены цензурой: из них были удалены ряд упоминаний бога, термины «инородцы», «инородческий», которыми в то время обозначались (в том числе в этнографии) малые народы и то, что к ним относилось, и которые впоследствии приобрели негативный смысл, были заменены на «туземцы», «туземный»; слова «солдаты», «солдатики» заменены на «стрелки» и даже «казаки», удалены «старорежимные» офицерские звания, исключены «собственнические» выражения «мои люди», «мои солдаты», и тому подобное.

Фотоматериалы
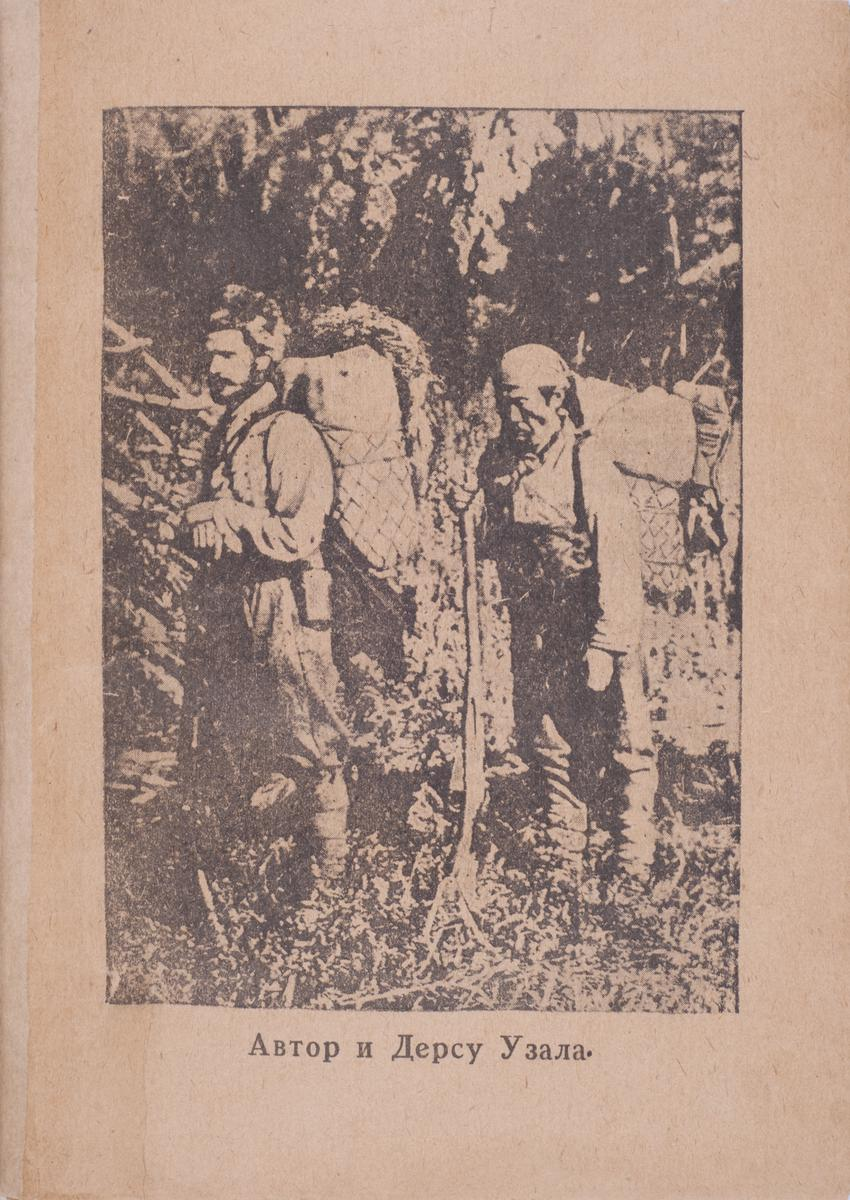
В. К. Арсеньев и Дерсу Узала. Страница одного из первых изданий книги «По Уссурийскому краю».
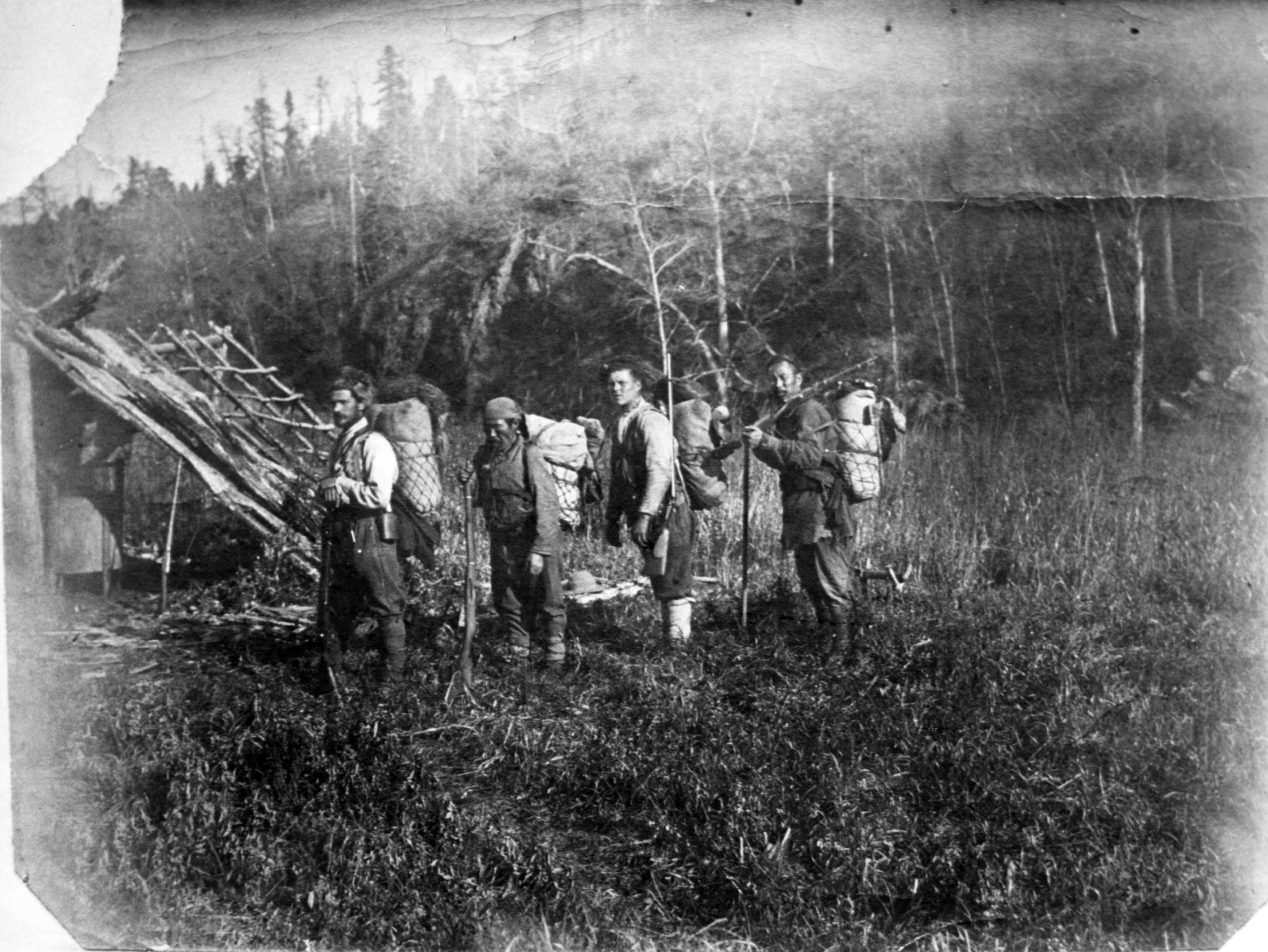
В. К. Арсеньев, Дерсу Узала, неустановленное лицо и Чжан Бао (слева направо) в походе по бассейну реки Такема
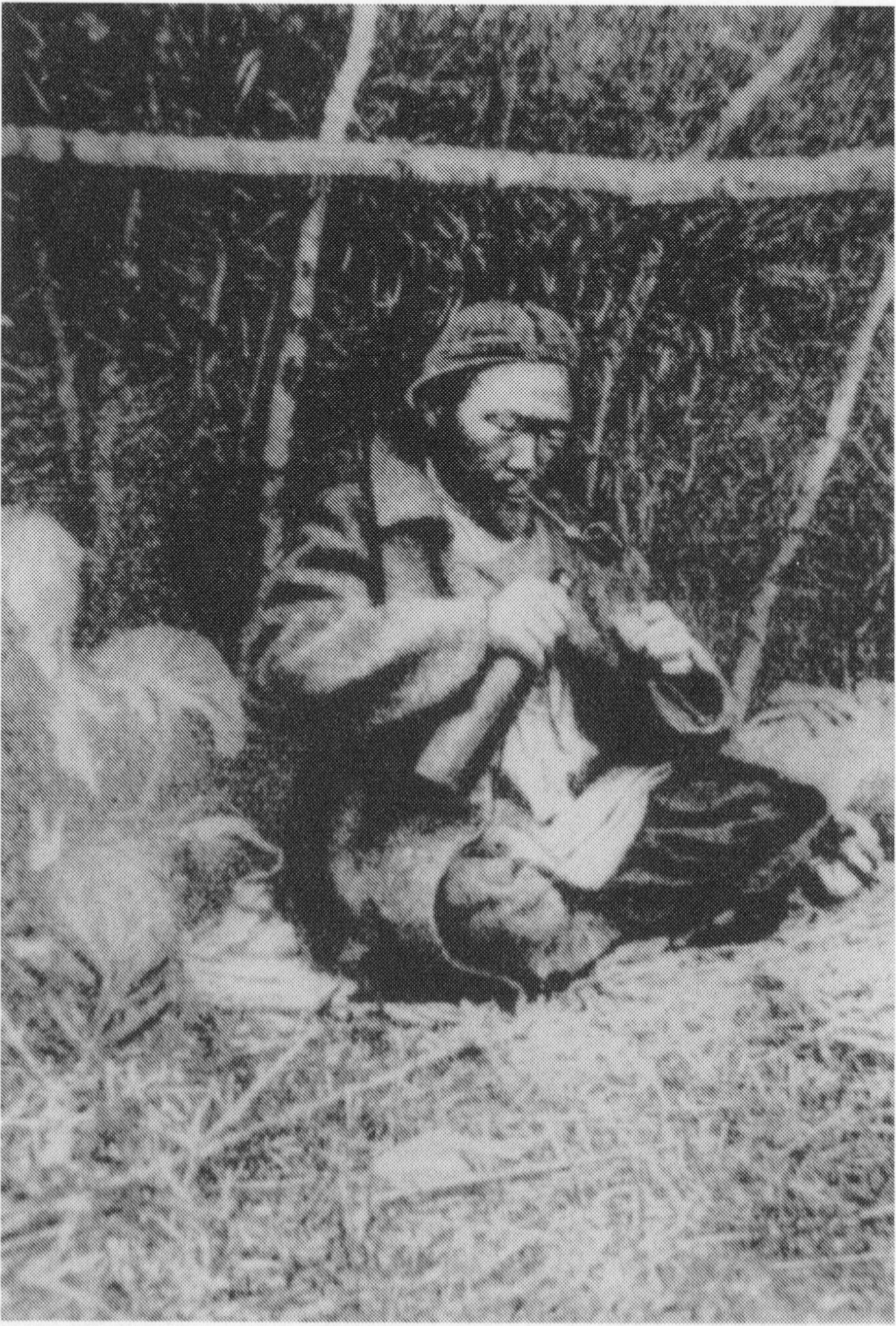
Дерсу Узала за курением трубки
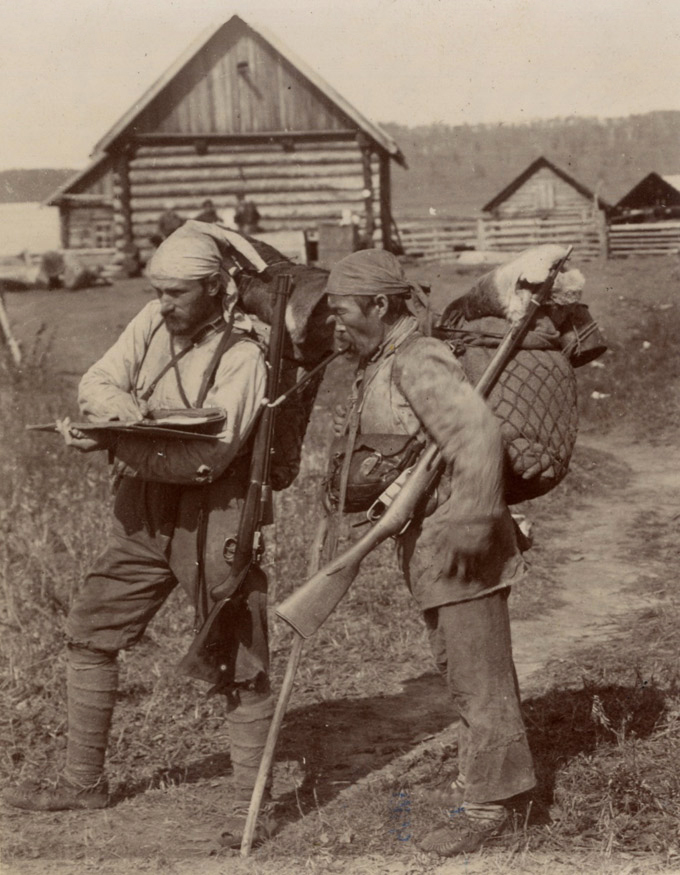
Владимир Арсеньев и Дерсу Узала в экспедиции 1906 года после маршрута по реке Кулумбе
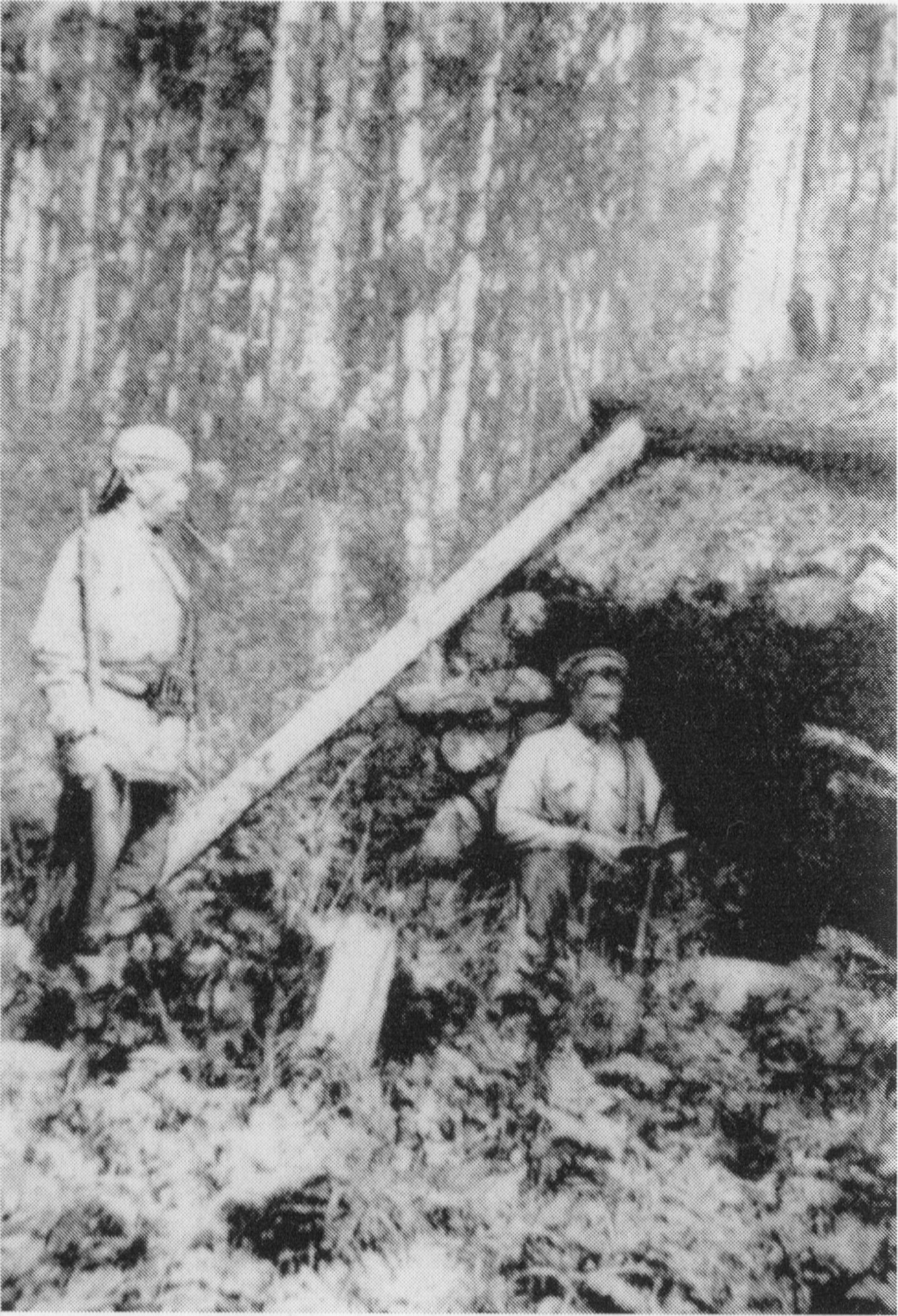
Дерсу Узала в экспедициях В. К. Арсеньева
Дерсу Узала курит трубку

## Память
- В память о Дерсу Узала назван астероид (4142) Дерсу Узала, открытый чешским астрономом Зденькой Вавровой в обсерватории Клеть 28 мая 1981 года[9].
- Дерсу — село в Красноармейском районе Приморского края.
- Sikhotelumpia dersuuzalai — жук, названный в честь Дерсу Узала.
- Фонд развития экотуризма «Дерсу Узала» — российская неправительственная организация, созданная в 1998 г. в рамках природоохранных проектов Американского Агентства международного развития (USAID) и Всемирного Фонда дикой природы (WWF) при поддержке Российского отделения Международного Союза охраны природы (МСОП) и Центра делового сотрудничества Корпуса граждан за демократию (CSD).

### Памятники
- Над городом Арсеньев на сопке Увальная в 1970-е годы был открыт памятник Владимиру Арсеньеву и его другу Дерсу Узала. Дерсу символически изображён в виде огромной приземлённой глыбы камня, в окружении древних петроглифов, сделанных много столетий назад на земле его предков.
- Бронзовый памятник Дерсу Узала открыт в сентябре 2019 года в селе Красный Яр, где расположена центральная усадьба Национального парка «Бикин»[10].

Памятник Дерсу Узала в г. Арсеньев.
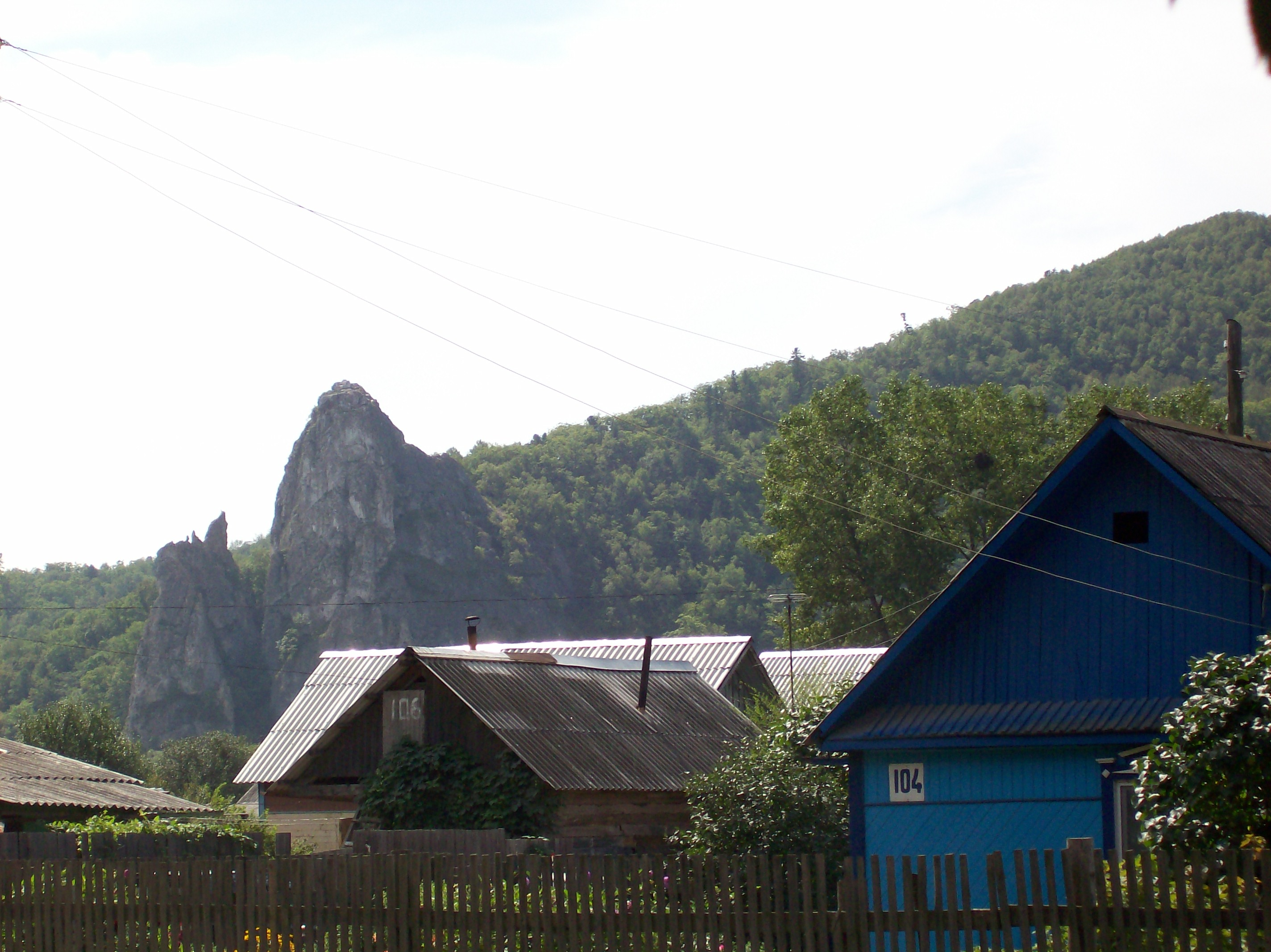
Кавалерово, скала Дерсу над рекой Зеркальная (бывшая Тадуши), одно из предположительных мест первой встречи Арсеньева с Дерсу Узала.
Гранитная глыба на месте гибели Дерсу Узала, пос. Корфовский.